# 氷川神社 (さいたま市西区土屋)
氷川神社（ひかわじんじゃ）は、埼玉県さいたま市西区の神社。

## 歴史
創建年代は不明である。当地は荒川の氾濫に悩まされており、治水祈願のために創建されたものと推測される。「薬王寺」が別当寺であった。薬王寺は天台宗の寺院で同市同区指扇領別所の福正寺の末寺であったが、明治初期の神仏分離により、廃寺に追い込まれた。
1873年（明治6年）、近代社格制度に基づく「村社」に列せられた。

## 交通アクセス
- 指扇駅より徒歩18分。